# Enkhausen

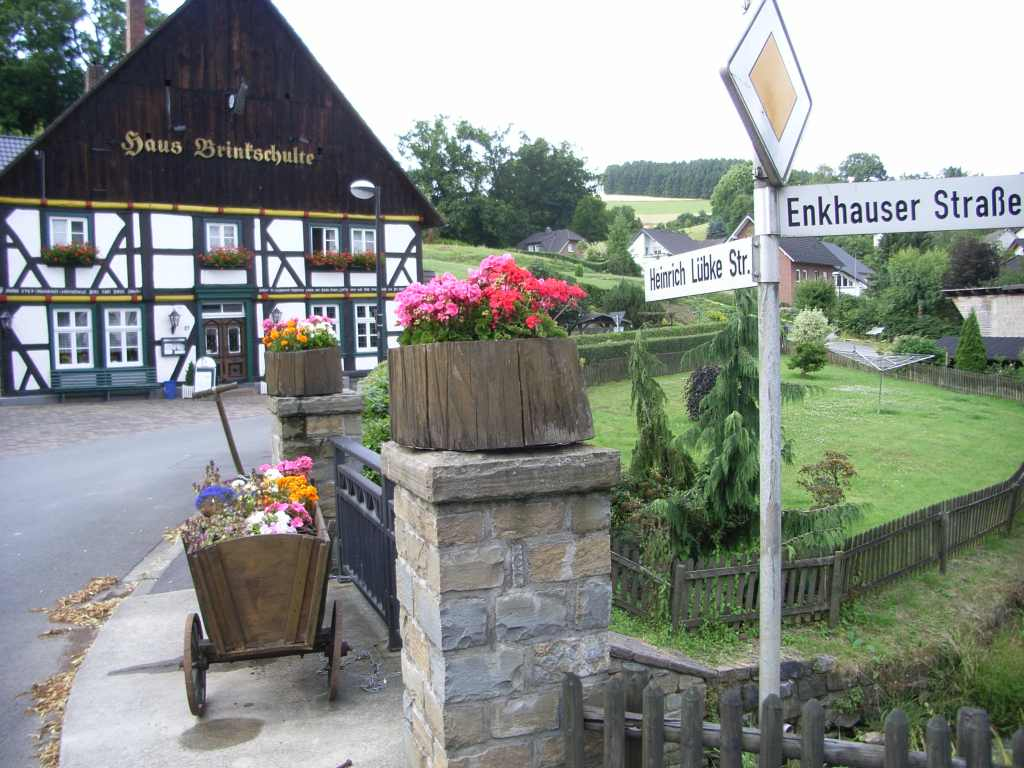
Enkhausen

Enkhausen ist ein Ortsteil der Stadt Sundern (Sauerland) im Hochsauerlandkreis, Nordrhein-Westfalen. Nachbarorte sind Hachen im Osten, Langscheid am Sorpesee im Süden und Estinghausen im Westen.

## Lage
Der Ort liegt nördlich von Sundern. Westlich am Ort vorbei führt die Bundesstraße 229.

## Geschichte
Enkhausen wird für das Jahr 1173 erstmals urkundlich erwähnt.
Am 1. Januar 1975 wurde Enkhausen nach Sundern (Sauerland) eingemeindet.

## Politik

### Wappen
| Wappen der ehemaligen Gemeinde Enkhausen | Blasonierung: Von Blau und Silber gespalten, vorn ein halber silberner goldbewehrter Adler am Spalt, hinten ein freischwebender schwarzer Rost. Beschreibung: Die Farben Blau und Silber mit dem halben Adler sowie die Farben Silber und Schwarz stehen für die ehemaligen Landesherren, die Grafen von Arnsberg und die Kurfürsten von Köln. Der schwarze Rost ist Kennzeichen des Heiligen Laurentius, des Kirchenpatrons von Enkhausen. Die amtliche Genehmigung des Wappens erfolgte am 19. August 1965. |

## Sehenswürdigkeiten

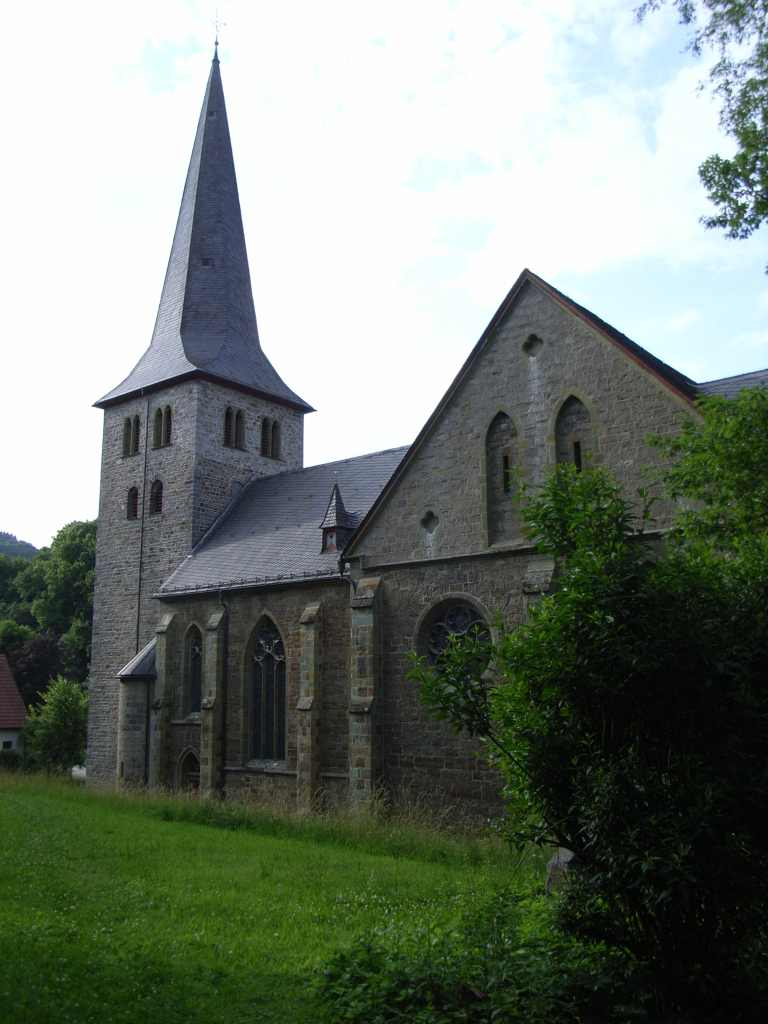
Pfarrkirche St. Laurentius

Die nach Entwurf des Paderborner Diözesanbaumeisters Arnold Güldenpfennig unter Einbeziehung des romanischen Turms im neugotischen Stil neu erbaute Pfarrkirche St. Laurentius wurde 1896 eingeweiht.
Die Ausstellung des im Mittelpunkt des Dorfes gelegenen Heinrich-Lübke-Hauses informiert über die Herkunft des großen Sohnes der Stadt und vermittelt Eindrücke von seinem Schaffen und Wirken. Sehenswert sind insbesondere die Orden und Ehrengaben, die der Bundespräsident bei Staatsbesuchen erhalten hat.

## Vereine
- Caritas-Konferenz St. Laurentius Enkhausen
- Deutsche Waldjugend
- Kath. Frauengemeinschaft (kfd) Enkhausen
- Kirchenchor Cäcilia Enkhausen
- Schützenbruderschaft St. Laurentius Enkhausen 1935 e. V.
- Sozialverband VdK Kriegs- und Wehrdienstopfer, Ortsgruppe Enkhausen
- SuS Langscheid-Enkhausen
- Tambourkorps Enkhausen
- Verkehrsverein Hachen-Enkhausen

## Feste

### Hochfeste des Jahres
- Das Schützenfest am Pfingstwochenende, in der Schützenhalle
- Das Laurentiusfest mit Bauernmarkt am 2. Sonntag im August, am Kirchplatz

### Weitere Feste
- Karneval, am Wochenende vor Weiberfastnacht, in der Schützenhalle

## Persönlichkeiten

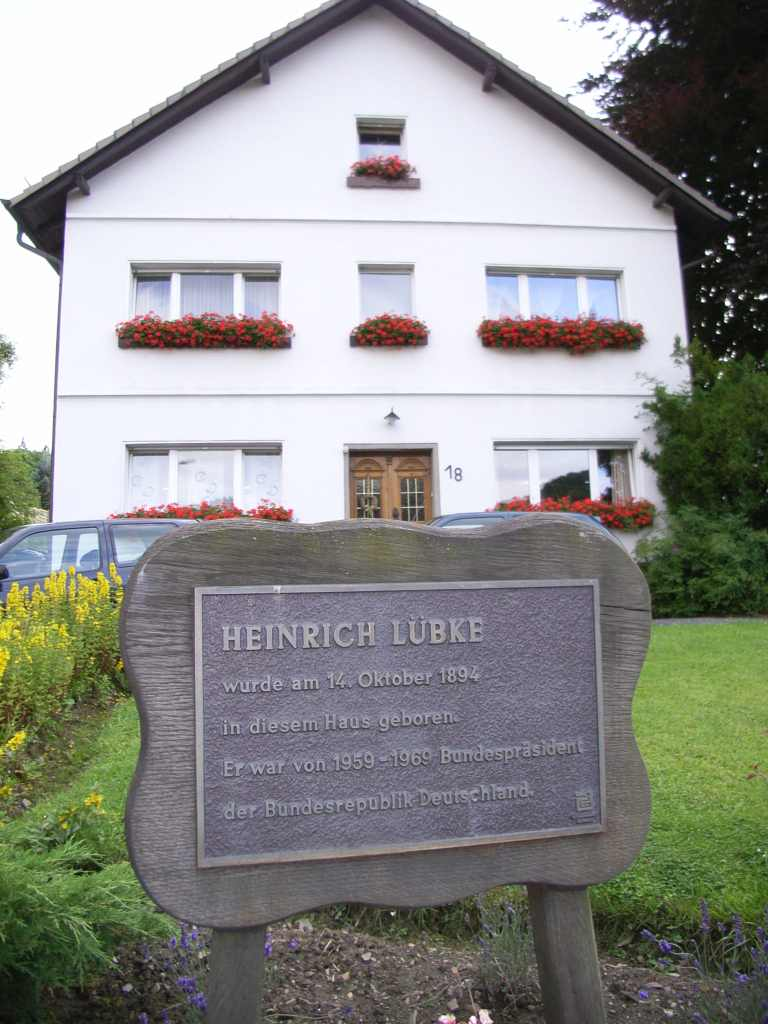
Geburtshaus Heinrich Lübkes

- Heinrich Lübke (1894–1972), Politiker, Bundespräsident. Nach ihm wurden ein Haus und eine Straße benannt.
- Friedrich Wilhelm Lübke (1887–1954), Politiker.
- Roland Flach (* 1944), Manager

## Sonstiges
Eine Linie der Busverkehr Ruhr-Sieg GmbH (BRS) stellt den öffentlichen Personennahverkehr sicher.